# Рожеве кварцове яйце
«Рожеве кварцове яйце» — ювелірне великоднє яйце виготовлене фірмою Карла Фаберже на замовлення приватної особи в Санкт-Петербурзі (1899). Зберігається в приватній колекції.

## Опис
Ювелірне пасхальне «Рожеве кварцове яйце» зроблено з золота, кварцу і онікса, прикрашене та декоровано сріблом, платиною, рубінами, діамантами. Зовні цей ювелірний виріб дуже схожий на пасхальне яйце «Букет лілій», яке було створено ювелірних справ майстром Михайлом Перхиним в 1899 році для сім'ї імператора Миколи II. Тим не менш, згідно з домовленістю між імператором Росії і Карлом Фаберже про заборону копіювання, має ряд відмінностей. «Рожеве кварцове яйце» виконано у вигляді вази з рожевого кварцу, в якій стоїть букет лілій, виготовлених з халцедону, стебла і листя лілій виконані із золота, а маточки прикрашені діамантами. Від вершини великоднього яйця вниз відходять 12 золотих ліній, що поділяють поверхню на 12 годин. Стрілка годинника виконана у вигляді лука зі стрілою, прикрашеною діамантами. Яйце спочиває на камені з оніксу, прикрашене золотом і алмазами, вказана дата: «1899».

### Сюрприз
Немає — працює годинниковий механізм, вмонтований в ювелірне великоднє яйце.

## Історія
Словосполучення «Яйця Фаберже» стало синонімом розкоші та емблемою багатства імператорського дому і дореволюційної Росії.
«Рожеве кварцове яйце» було виготовлено в Санкт-Петербурзі майстром фірми Карла Фаберже Михайлом Перхіним в 1899 році. Даних про власника немає. Зберігається в приватній колекції.